# ماسایوکی یامادا
ماسایوکی یامادا (انگلیسی: Masayuki Yamada؛ زادهٔ ۱ اکتبر ۱۹۹۴) بازیکن فوتبال اهل ژاپن است.
از باشگاه‌هایی که در آن بازی کرده‌است می‌توان به باشگاه فوتبال توکیو اشاره کرد.